# よしのや依緑園
よしのや依緑園（よしのやいりょくえん）は、石川県加賀市山中温泉にある湯快リゾートが運営する温泉旅館。

## 歴史
よしのや依緑園の歴史は1192年（建久3年）に始まるとされる。
2000年代には山中観光事業が経営していたが、2010年（平成22年）3月に湯快リゾートが取得して北陸地方ではグループ10館目の開業となった。
湯快リゾートの取得後、2011年（平成23年）に別荘部分と車庫部分が加賀市に寄贈された。このうち依緑園車庫については2018年（平成30年）に鶴仙渓眺望広場として整備された。また、ゆげ街道を挟んだ向かい側に位置する別荘は、加賀市への寄贈後、加賀依緑園として整備され2024年（令和6年）4月13日に開園式が行われた。
よしのや依緑園は、2023年（令和5年）7月21日に「湯快リゾートプレミアム よしのや依緑園」としてリニューアルオープンし、湯快リゾートとしては最大級のサウナエリアが設置された。
2024年11月1日に大江戸温泉物語との統合に合わせて「大江戸温泉物語premium よしのや依緑園」として運営している。